# Res divina
Nell'antica Roma, res divinae, singolare res divina (in latino per "questioni divine", cioè, a servizio degli dèi), erano le leggi che si riferiscono ai doveri religiosi dello stato e dei suoi magistrati. Il Diritto romano era diviso nella res divina e res publica, le sfere divine e pubbliche o politiche, quest'ultima frase essendo l'origine della parola italiana "Repubblica". Res divina significa anche, come un termine tecnico, sacrificio rituale.
Nell'insieme di credenze romane, religio era il riconoscimento dei superiori attraverso honores (lodi). Caelestes honores ("onori celesti") sono stati offerti agli dèi, e molto occasionalmente ai mortali le cui azioni avevano apportato grandi benefici per l'umanità. Le Gerarchie terrene riflettono l'ordine celeste.
Cicerone, che era sia un senatore che un augure, indaga la natura della res divinae e res humanae (cose umane) nel suo trattato De natura deorum ("Sulla natura degli dèi"). Egli non fa alcun tentativo di sviluppare un sistema internamente coerente in cui i riti della res divinae possano essere modificati da “verità superiori” della dottrina o da una rivelazione. Egli conclude che, anche se la natura e l'esistenza degli dèi non possa essere provata senza ombra di dubbio, è saggio e pragmatico onorarli offrendo i riti santificati da tempo. I continui successi di Roma potrebbero dipendere da questo. Il ragionamento di Cicerone offre un netto contrasto con le successive definizioni giudaico-cristiane della religione come spirituale e piamente in contrasto - o di opposizione - alle cose considerate come materiali e temporali.
Res divina è un esempio di antica terminologia religiosa romana che è stata fatta propria e ridefinita per scopi cristiani, in questo caso da Sant'Agostino. Nel linguaggio agostiniano, res divina è una "realtà divina" rappresentata da un sacrum signum ("sacro segno") come un sacramento.

## LaRes Divinaedi Varrone
La raccolta di volumi Antiquitates rerum humanarum et divinarum era una delle principali opere di Marco Terenzio Varrone (I secolo a.C.), che era la principale fonte sulla religione romana tradizionale per i Padri della Chiesa. Era un particolare bersaglio della polemica di Sant'Agostino, che conserva tra l'altro gran parte di ciò che è noto per il suo contenuto e la struttura. Varrone dedica 25 libri delle Antiquitates a res humanae ("questioni umane") e 16 alle res divinae. La sua enfasi è voluta; egli considera il culto e il rituale come costrutti umani, e divide la res divinae in tre tipi:
- la teologia mitica dei poeti o elaborazione narrativa;
- la teologia naturale dei filosofi, o teorizzare sulla divinità (attività d'elite a cui le persone comuni non devono essere esposte, perché non vengano a dubitare della sacralità delle istituzioni sociali e religiose);
- la teologia civile interessata al rapporto dello stato al divino.

Questo schema è stoico in origine, ma Varrone lo adatta alla politica e cultura del suo tempo.

## Sfondo religioso
Il cuore dell'ordine naturale di Roma è stata la città di Roma, che ospita gli dei di stato, i loro culti e i loro alti sacerdoti-funzionari, che nella Repubblica sono stati i consoli regnanti. Il Dio più potente di Roma, Jupiter Optimus Maximus (Giove Ottimo Massimo - Giove più grande e migliore) favorì la “sua” città perché il suo potere e lo status sono stati costruiti dal diritto romano, riti e sacrifici che lo hanno elevato e lo onorano. Gli stessi principi costruiscono i vari poteri e gli onori di tutte le altre divinità del pantheon dello stato. I culti pubblici (sacra publica) sono stati finanziati dallo Stato, almeno in linea di principio, e la maggior parte dei Sacerdozi occupati dai cittadini di alto rango.
Roma arcaica era parte di una civiltà più ampia che comprendeva i Latini, coloni greci (Magna Grecia) ed elementi cartaginesi, dominata dagli Etruschi - i riti del'aruspice, per esempio, erano quasi certamente etruschi. Nella sua ascesa dal potere locale a quello imperiale, Roma pragmaticamente ha abbracciato i culti locali delle città e dei suoi villaggi vicini, poi delle città-stato e province. Il Culto locale è diventato uno strumento dell'amministrazione romana, gestito da sacerdoti ufficiali eletti localmente. I loro dèi "stranieri" non sono mai diventati divinità dello stato romano nel suo complesso, ma erano una caratteristica essenziale delle relazioni reciproche tra Roma e le sue province. Circa nel 155 d.C., Publio Elio Aristide avrebbe rimarcato che i suoi dèi preferiti, Asclepio, Iside e Serapide, erano ampiamente venerati nell'Impero a causa del loro favore mostrato a Roma.